# Communications Workers of America
Die Communications Workers of America (englisch, etwa: Amerikanische Arbeiter in Kommunikationsbetrieben, kurz CWA) ist eine US-amerikanische Gewerkschaft mit etwa 700.000 Mitgliedern in den USA, Kanada und Puerto Rico. Die CWA ist Mitglied der American Federation of Labor and Congress of Industrial Organizations (AFL-CIO), des Canadian Labour Congress und der UNI Global Union. Die Communications Workers of America wurden 1938 als National Federation of Telephone Workers gegründet, die Umbenennung zum heutigen Namen erfolgte 1947. Sie ist in 1200 örtlichen Gewerkschaften organisiert.

## Geschichte
Seit 1910 gab es Bestrebungen der Angestellten im Telefondienst, sich unabhängig voneinander zu organisieren. Ursprünglich waren Frauen ausgeschlossen, da Gewerkschaften die Telefonoperatoren nicht als Mitglieder akzeptierten. Die US-amerikanische Regierung verstaatlichte vor dem Ende des Ersten Weltkriegs die Telefonindustrie um dem Arbeitskampf der inzwischen erstarkten Gewerkschaften zu verhindern, 1919 zählten die Mitglieder der einzelnen Organisationen erstmals mehr als 20.000 Personen. Der Konzern AT&T förderte in den 1920er-Jahren die Bildung von arbeitgebernahen Gewerkschaften, nach dem National Labor Relations Act 1935 gründete sich noch im selben Jahr das Congress of Industrial Organizations (CIO), 1938 folgte dann die National Federation of Telephone Workers (NFTW) mit mehreren Dutzend Einzelgewerkschaften.

### Erste Tarifverträge und Streiks
Die American Federation of Labor und die CIO einigten sich während des Zweiten Weltkrieges über das National War Labor Board mit ihren Arbeitgebern keine Streiks anzustrengen, um die Produktivität der Nation, trotz stark gesunkener Löhne, nicht zu schmälern; allerdings waren die Arbeiter der Telefonindustrie in keinem der Verbände organisiert. Die Folge waren Streiks in den Städten Ohio, Chicago, Detroit und Washington, D.C. – der erste Vertrag über Arbeitsbedingungen wurde dann zwei Jahre später mit AT&T geschlossen, nach Drohungen mit landesweiten Streiks. Trotz dieses Erfolges verließen 34 der inzwischen 51 Gewerkschaften die NFTW; 1947 eskalierte der Konflikt mit AT&T, der Konzern unterläuft die NFTW und verhandelt separat mit Mitgliedern. In der Folge wird mit 162.000 Mitgliedern die Gewerkschaft Communications Workers of America gegründet, diese schließt sich 1949 dem Committee for Industrial Organization an.
1950 entschied ein Unterausschuss des Senats der Vereinigten Staaten, dass der Telefonkonzern Bell System (später bis zur Zerschlagung Teil AT&Ts) im Betrieb aktiv Anti-Gewerkschafts Kampagnen geführt hat und gab somit der Klage der CWA dagegen statt.

### Gründung des National Defense Funds
Für die Unterstützung der Streikenden beschloss die Versammlung der Delegierten 1952 die Schaffung eines National Defense Funds (Nationale Verteidigungskasse), in die jedes Mitglied pro Monat einem halben US-Dollar einzahlte.

### Arbeitskampf und Strukturwandel von 1955 bis heute
1955 streikten rund 50.000 Angestellte 72 Tage lang gegen die Maßnahmen des Southern Bell-Konzernteils von Bell System, die CWA zu schwächen; 1963 erstritt die Gewerkschaft höhere Löhne für die Belegschaft der General Telephone of California, 1968 folgte ein Massenstreik von rund 200.000 Angestellten AT&Ts um die Löhne an die gestiegenen Lebenshaltungskosten anzupassen.
Die U.S. Equal Employment Opportunity Commission klagte mit Unterstützung der CWA gegen 24 Telefonkonzerne wegen Diskriminierung im Betrieb, 1973 wurde eine Einigung zwischen Konzern und Regierung erzielt: Neben Lohnerhöhungen für Frauen und ethnische Minderheiten wurden 45 Millionen US-Dollar an Ausgleichszahlungen geleistet.
Die CWA richtete im selben Jahr Komitees für Belange der Frauen und der Minderheiten ein; daraus resultierten die National Women's Conference (Nationale Frauen Konferenz) 1978 und die First national minoritys conference (Erste nationale Minderheiten-Konferenz).
Während dieser Zeit streikten im Jahr 1971 400.000 Angestellte bei Bell und erzielten die erste Anpassung der Löhne an die Lebenshaltungskosten in der Geschichte des Konzerns.
1983 wurde eine Abteilung für Angestellte im öffentlichen Dienst geschaffen, nachdem 1980 die NY public workers mit ihren 34.000 Mitgliedern in die CWA beitraten.
Die 1852 gegründete International Typographical Union mit ihren 70.000 Mitgliedern trat 1987 der CWA bei.
Mit AT&T wurde 1989 erstmals eine Einigung über Kinderbetreuungszuschüssen und Rentenversicherungsbeiträgen für 175.000 Mitglieder erzielt.
Die National Association of Broadcastin Employees and Technicians trat der CWA 1992 mit ihren 9.000 Mitgliedern bei, ein Jahr später folgte die 5.000 Personen starke University Workers, einer Gewerkschaft für Angestellte von Universitäten der State University of New York und der Indiana-University-Bloomington. Dazu kamen die 11.000 Angestellten, die sich in der Union of Technical and Professional Employees at the University of California organisiert hatten.
Die Newspaper Guild mit 40.000 Mitgliedern trat 1997 bei, 2000 folgten die 110.000 Mitglieder der IUE und die 10.000 Mitglieder der US Airways Agents. Die AFA folgt 2003.

### Auseinandersetzungen mit T-Mobile US
Seit mindestens 2005 steht die CWA im Konflikt mit T-Mobile US, in insgesamt 58 Verfahren vor dem NLRB geht es um „Zwangsmaßnahmen“ wie Überwachung am Arbeitsplatz und Betriebsratswahlen.
Nach Ansicht des Union Network International (UNI) waren 2005 die Mindeststandards der Internationalen Arbeitsorganisation (ILO) der Vereinten Nationen gewährleistet, August 2005 wurde beispielsweise ein Stelleninserat veröffentlicht, in dem ein „Employee Relations Generalist“ für die Personalabteilung gesucht wurde, der „passende Interventionen mit dem Ziel der Erhaltung eines produktiven und gewerkschaftsfreien Umfelds“ und die „Entwicklung und Durchführung von Fortbildungen in Arbeitsrecht/Human-Resources-Angelegenheiten (z.B. […] Gewerkschaftsvermeidung)“ ermöglicht. Nach mehreren Beschwerdeschreiben der UNI wurde die Formulierung „Union Awareness“ für „Union Avoidance“ eingeführt.
Anfang 2015 entschied das National Labor Relations Board, T-Mobile US habe mehrfach und systematisch gegen geltendes Arbeitsrecht verstoßen, der Konzern wurde in elf von 13 Anklagepunkten schuldig gesprochen, darunter „Einschränkung der Redefreiheit“ und die „Möglichkeit zur gewerkschaftlichen Organisierung“.
Bei Neugründungen von Betriebsräten oder erkennbarem gewerkschaftlichem Engagement wurden etwa Einzelgespräche erzwungen: „Sie hat mit dem Shopleiter die Beschäftigen mehrfach in stundenlangen Zwangssitzungen im Keller bedroht, angelogen und mürbe zu machen versucht.“
Juni 2015 initialisierte die Vereinte Dienstleistungsgewerkschaft eine „Petition für die Wahrung von Arbeitnehmerrechten an Standorten von Unternehmen und Unternehmensbeteiligungen der Deutschen Telekom im Auslande“ eingereicht. Dieser Petition nach soll das „Finanzministerium in Wahrnehmung der Rechte des Anteilseigners [der Bundesrepublik Deutschland als größte alleinige Anteilseignerin der Deutschen Telekom, die wiederum größte Anteilseignerin der T-Mobile US ist] die Aufgabe übertragen bekommt, die Einhaltung von Arbeitnehmerrechten bei T-Mobile US zu kontrollieren und darauf hinzuwirken, dass das Unternehmen Deutsche Telekom AG (DTAG) an allen seinen Standorten die ILO-Standards umsetzt und Arbeitnehmer/-innen nicht darin behindert, sich gewerkschaftlich zu organisieren und ihre Rechte auszuüben.“